# Serraperera
Serraperera és un districte de Cerdanyola del Vallès entre els districtes de Dalt, Baix i la Plana del Castell. Majoritàriament, és una zona residencial, tot i que, més al sud, també hi ha una petita zona urbana d'alta densitat, a banda d'un polígon industrial a l'est. A Serraparera, s'hi pot accedir tant amb transport privat com per l'autopista AP-7, que es troba al costat de la Universitat Autònoma de Barcelona. Pel que fa al transport públic, hi ha l'Estació de Cerdanyola Universitat, amb servei de tren de la RENFE, i unes línies d'autobús Sarbus Express3, 3, A3, LU3.
La plaça de Pau Casals és considerada el centre del districte, un nom recuperat després de vint anys, quan l'Ajuntament de Cerdanyola, finalment, tragué la placa de la Plaça Universal. El centre cívic de la ciutat és en aquesta plaça de Pau Casals, molt coneguda per la seva singular glorieta. Allà se celebren la majoria d'actes culturals i festius del barri. També hi ha un centre d'atenció primària, un mercat municipal i un col·legi públic amb el mateix nom, i l'Institut d'Educació Secundària "Jaume Mimó". L'església, d'advocació mariana, està dedicada a la Verge del Roser.